# Ковальчук, Андрей Васильевич
Андрей Васильевич Ковальчук (род. 19 мая 1993 года) — российский боксёр-любитель. Мастер спорта России международного класса, чемпион России (2015), двукратный серебряный (2019, 2020) и двукратный бронзовый (2014, 2016) призёр чемпионата России в любителях.

## Любительская карьера
Уроженец посёлка Приобье (ХМАО). Тренируется в районной СДЮСШОР у Т. М. Гадиева и Р. М. Гадиева.
Чемпион России и четырёхкратный призёр чемпионата России:
- 2014 — ,
- 2015 — ,
- 2016 — ,
- 2019 — ,
- 2020 — .

Двукратный обладатель Кубка мира по боксу среди нефтяных стран (2013, Ханты-Мансийск) и (2017, Белоярский). Победитель ряда международных турниров.
Также увлекается дзюдо. Был чемпионом УрФО среди юниоров.